# Hermann Schöne (Philologe)
Hermann Schöne (* 18. April 1870 in Halle an der Saale; † 20. Mai 1941 in Berlin) war ein deutscher Klassischer Philologe.

## Leben
Hermann Schöne war der Sohn des Archäologen Richard Schöne (1840–1922) und der Cäcilie geb. Härtel (1842–1870), einer Tochter des Musikverlegers Hermann Härtel (1803–1875). Seine Mutter starb wenige Tage nach seiner Geburt. Seine Halbbrüder sind der Arzt und Hochschullehrer Georg Schöne (1875–1960) und der Jurist und Landrat Friedrich Schöne (1882–1963). Seine Halbschwester Clara (1881–1964) war mit dem Arzt und Hochschullehrer Wilhelm Zinn (1869–1943) verheiratet.
Er studierte Klassische Philologie in Bonn bei Hermann Usener, wo er am 16. Juni 1893 promoviert wurde. Anschließend unternahm er Forschungs- und Bildungsreisen in den Mittelmeerraum und arbeitete in Köln. Für seine Ausgabe des Apollonios von Kition erhielt er 1897 finanzielle Unterstützung der Preußischen Akademie der Wissenschaften.
1898 habilitierte sich Schöne an der Universität Berlin. 1903 ging er als außerordentlicher Professor nach Königsberg, 1906 als Ordinarius nach Basel, 1909 nach Greifswald und 1916 schließlich nach Münster. 1927/1928 fungierte er als Rektor dieser Universität. 1935 wurde er emeritiert.
Sein Hauptforschungsgebiet war die antike Medizingeschichte (seine Dissertation war Aristoxenos gewidmet, eine weitere Arbeit Apollonios von Kition). Ab 1903 war er korrespondierendes Mitglied des Deutschen Archäologischen Instituts.
Hermann Schöne war mit Ottilie geb. Tobler (1875–1941) verheiratet. Das Paar blieb kinderlos.

## Schriften (Auswahl)
- De Aristoxeni Peri tes Herophilu aireseos: libro tertio decimo a Galeno adhibito. Dissertation. Bonn 1893.
- Apollonius von Kitium. Illustrierter Kommentar zu der hippokrateischen Schrift Περὶ ἀρθρῶν. Leipzig 1898
- Bruchstücke einer neuen Hippokratesvita. In: Rheinisches Museum für Philologie. Neue Folge, Band 58, 1903, S. 56–66 (PDF)
- Markellinos' Pulslehre: ein griechisches Anekdoton. In: Festschrift zur 49. Versammlung deutscher Philologen und Schulmänner. Basel 1907, S. 448–472.